# Koutiala
Koutiala ist eine Stadt in Mali in der Verwaltungsregion Sikasso. Koutiala ist Einzugsgebiet von rund 355.000 Menschen, die Stadt selbst zählte 2009 circa 141.000 Bewohner, die sich auf 18.000 km² verteilen. Die Bevölkerungsentwicklung geht weiter stetig aufwärts. Die Stadt liegt 140 km nördlich der Regionshauptstadt Sikasso und ca. 350 km östlich der Landeshauptstadt Bamako.

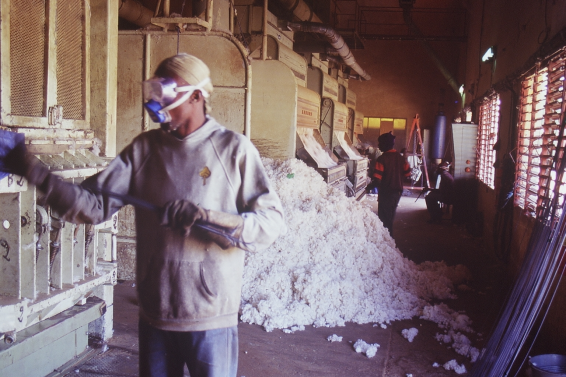
Baumwollproduktion

Die Stadt wird gelegentlich „the white gold capital“ genannt, wobei mit dem weißen Gold Baumwolle gemeint ist. Koutiala ist die am zweitstärksten industrialisierte Stadt in Mali, sie besitzt unter anderem die Compagnie malienne pour le développement du textile (CMDT) und die Huilerie cotonnière du Malo (HUICOMA).
Koutiala liegt im Landesteil, in dem Minyanka gesprochen wird, und wurde im 16. Jahrhundert von Mitgliedern der Coulibaly family des Bambara Königreiches aus Ségou gegründet. 1955 erhielt Koutiala erweiterte Rechte, vergleichbar mit dem mitteleuropäischen Stadtrecht.
Die Stadt hat mit schweren Umweltproblemen zu kämpfen, weil ein in der Trockenzeit trockenfallender See Verschmutzungen von mehreren Industriebetrieben – auch von drei Raffinerien – ins Grundwasser schwemmt, das mittlerweile entsprechend verseucht ist. Eine Veränderung dieses maroden Zustandes ist aus finanziellen Gründen, aber auch wegen fehlendem Willen nicht in Sicht.
Koutiala ist die Partnerstadt von Alençon in Frankreich.
Die Verwaltungseinheit (Cercle) Koutiala umfasst 36 Gemeinden: Diedougou, Diouradougou Kafo, Fagui, Fakolo, Gouadji Kao, Gouadji Soukouna, Kafo Faboli, Kapala, Karagouana Mallé, Koloniké, Konina, Koningué, Konseguela, koromo, Kouniana, Koutiala, Logouana, M'Pessoba, Miena, N'Golonianasso, N'Goutjina, Nafanga, Nampé, Niantaga, Sincina, Sinkolo, Songo-Doubacoré, Songoua, Sorobasso, Tao, Yognogo, Zamfigué, Zangasso, Zanina, Zebala.

## Einwohnerentwicklung
Die folgende Übersicht zeigt die Einwohnerzahlen nach dem jeweiligen Gebietsstand seit der Volkszählung 1976.
| Jahr          | Einwohner |
| ------------- | --------- |
| 1976 (Zensus) | 27.156    |
| 1987 (Zensus) | 48.698    |
| 1998 (Zensus) | 76.914    |
| 2009 (Zensus) | 141.444   |